# Rhynchanthera grandiflora
Espèce
Synonymes
Selon Tropicos (8 septembre 2024)
- Melastoma grandiflorum Aubl. - Basionyme
- Osbeckia aubletiana Spreng.
- Rhynchanthera acuminata Benth.
- Rhynchanthera acuminata var. sublaevis Cogn.
- Rhynchanthera ambigua Naudin
- Rhynchanthera betulifolia Cogn.
- Rhynchanthera cardonae Wurdack
- Rhynchanthera grandiflora var. microphylla Naudin
- Rhynchanthera haenkeana DC.
- Rhynchanthera insignis Naudin
- Rhynchanthera intermedia Ule
- Rhynchanthera matthaei Naudin
- Rhynchanthera microphylla Gleason
- Rhynchanthera orinocensis Sprague

Selon GBIF (8 septembre 2024)
- Melastoma grandiflorum Aubl. - Basionyme
- Osbeckia aubletiana Spreng.
- Rhynchanthera acuminata var. sublaevis Cogn.
- Rhynchanthera adenophora Miq.
- Rhynchanthera ambigua Naudin
- Rhynchanthera betulifolia Cogn.
- Rhynchanthera cardonae Wurdack
- Rhynchanthera grandiflora var. microphylla Naudin
- Rhynchanthera grandiflora var. monodynama (DC.) Cogn.
- Rhynchanthera haenkeana DC.
- Rhynchanthera insignis Naudin
- Rhynchanthera intermedia Ule
- Rhynchanthera limosa DC.
- Rhynchanthera limosa var. depauperata Naudin
- Rhynchanthera matthaei Naudin
- Rhynchanthera microphylla Gleason
- Rhynchanthera monodynama DC.
- Rhynchanthera orinocensis Sprague
- Rhynchanthera rostrata DC.
- Rhynchanthera stachydimorpha DC.

Rhynchanthera grandiflora est une espèce de plantes à fleurs de la famille des Melastomataceae. C'est un arbuste trouvé en Amérique.
Il est connu en Guyane sous le nom de Coquelicot (créole).

## Description
Rhynchanthera grandiflora est un arbuste ou sous-arbrisseau haut de 0,5 à 2 m.
En 1953, Lemée en propose la description suivante de Rhynchanthera grandiflora :

« R. grandiflora Dec. Grande plante sufrutescente plus ou moins poilue et glanduleuse-visqueuse ; feuilles de 0,05-0,09 sur 0,03-0,05, ovales acuminées, à base cordée, denticulées, pubescentes-glanduleuses sur les 2 faces, 7-nervées ; fleurs à calice un peu contracté au milieu, pubescent-glanduleux, sépales étalés ou réfléchis, pétales de 0,02, rouges ou pourpres, étamines fertiles inégales, la plus longue à filet de 12 mm. environ et connectif de près de 15 mm., ovaire glanduleux au sommet, style de 0,02 environ. - Pariacabo, Maroni (Charvein, R. Benoist) ; herbier Lemée : Cayenne (Maringoins). »

— Albert Lemée, 1953.

## Répartition
Rhynchanthera grandiflora est présent du sud de la Mexique au Brésil, en passant par le Panama, la Colombie, le Venezuela, le Guyana, le Suriname, la Guyane, le Pérou, et la Bolivie.

## Écologie
Rhynchanthera grandiflora pousse au Venezuela dans les endroits ouverts, à 50-400 m d'altitude.
Sa pollinisation a été étudiée,.
Il s'agit d'une espèce hyperaccumulatrice d'alluminium,.
Rhynchanthera grandiflora est l'hôte de l'insecte galligène Palaeomystella tibouchinae.

## Utilisations
La fleur de Rhynchanthera grandiflora est employé en Guyane pour préparer un sirop antitussif, et les feuilles en infusion pour soulager les bronches.
Les Caboclos du Rio Madeira considèrent l'infusion de ses feuilles comme fébrifuge.

### Extrait de la «Flore médicale des Antilles» (1822)
En 1822, le botaniste Michel Étienne Descourtilz commente Rhynchanthera grandiflora ainsi [informations incertaines à considérer avec précaution au vu des connaissances de l'époque] :

« MÉLASTOME A GRANDES FLEURS.
(Émollient.)

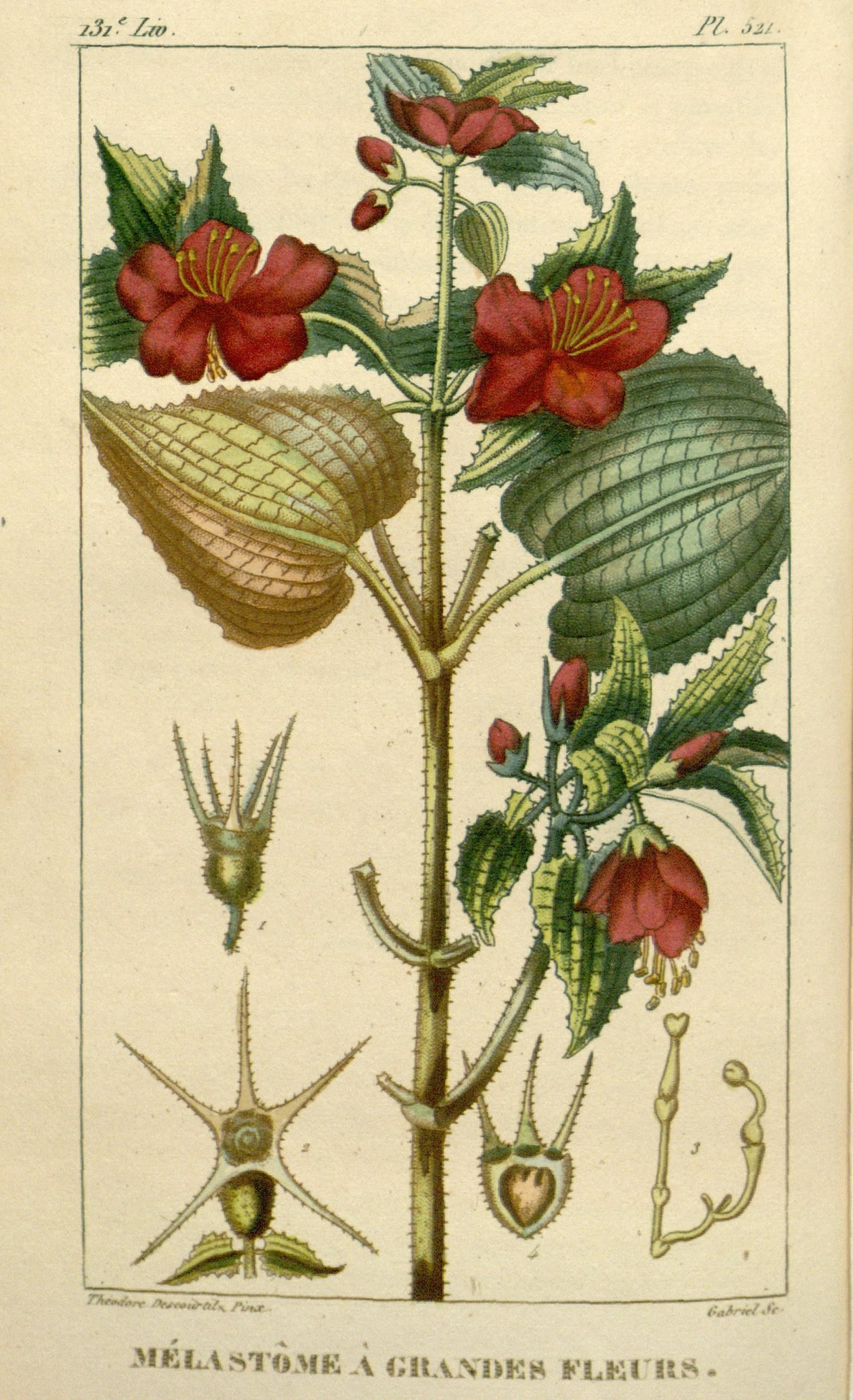
Planche de Rhynchanthera grandiflora selon la « Flore médicale des Antilles » (Pl. 521)
« Le dessin est réduit à moitié. - 1. Calice vu de profil. - 2. Calice étalé. - 3. Étamines grossies. - 4. Ovaire et graines. »

Synonymie. Melastoma grandiflora. — Lin. Décandrie monogynie. — Tournefort, Rosacées. — Jussieu , famille des Mélastomes. — Melastoma pilosa foliis cordatis , acuminatis, serrulato-ciliatis ; foliis raris subterminalibus) antheris rostratis. — Lam. Melastoma caule et foliis hirsutis, cordatis, acuminatis ; flore violaceo. Aubl. Guian., v, 4, p. 414, v. 3, tab. 160. :
CARACTÉRES GÉNÉRIQUES des Mélastomes. Genre de plantes à fleurs polypétalées , de la famille des Salicaires, qui à de grands rapports avec les Quadrètes , et qui comprend un assez grand nombre de plantes exotiques, la plupart ligneuses , à feuilles simples , opposées , trinervées ou quinquénervées et dont les fleurs sont latérales ou terminales. Le caractère essentiel de ce genre est d'avoir : Un calice campanulé à cinq dents ; cinq pétales attachés au calice; dix étamines ; un style; une baie environnée par le calice.
CARACTÉRES PARTICULIERS. Tiges et nuls villeuses : fleurs violettes ; sept ou neuf nervures ; pétioles canaliculés.
HISTOIRE NATURELLE. Cette belle espèce croît naturrellement et abondamment dans les lieux sablonneux et humides de l'ile de Cayenne. On la rencontre aussi aux Antilles. Toutes les parties de cette plante, excepté les pétales, laissent échapper , dit M. Desrousseaux, une liqueur visqueuse et balsamique dont l’odeur est assez agréable. Les créoles se servent des fleurs en infusion pour calmer la toux et procurer l’expectoration ; ils emploient les feuilles comme un excellent vulnéraire.
CARACTÉRES PHYSIQUES, Cette espèce est universellement hérissée de poils fins, roussâtres, médiocrement longs et souvent un-peu recourbés , et comme glanduleux à leur extrémité. Il sort du collet de ses racines une ou plusieurs tiges, presque cylindriques, rameuses, qui s'élèvent à deux, trois et quatre pieds. Les feuilles sont pétiolées , cordiformes , presque acuminées , ciliées, finement dentées en scie, longues d'environ trois pouces, sur une largeur d’un pouce et demi. Elles ont sept ou neuf nervures longitudinales et des pétioles canaliculés , qui ont à peu près un pouce de longueur ; les fleurs sont disposées , aux sommités de la tige et des rameaux, en panicules feuillés, pauciflores; elles sont grandes et pour l'ordinaire deux ou trois ensemble, portées chacune sur un court pédoncule ; leur calice est divisé, à son extrémité supérieure , en cinq parties longues, étroites et aiguës ; la corolle est violette, irrégulière, à cinq pétales ovoïdes, dont un est plus grand que
les autres ; des dix étamines cinq sont très-courtes, et avortent; quatre à l’opposite sont plus grandes, et entre ces dernières il en est une cinquième beaucoup plus longue. Les cinq grandes étamines ont un appendice à leurs filets, et leur anthère se termine par un prolongement grêle , replié sur elle avant l'épanouissement des fleurs , et qui est creusé en cuiller à son extrémité. L’ovaire devient une baie rougeâtre , renfermée dans le calice, peu succulente , à cinq valves et à cinq loges polyspermes. (Enc.)
ANALYSE CHIMIQUE. Le suc des baies vertes contient de la résine, un sucre qui ne peut se cristalliser ; de la gomme, un sel ammoniacal, du phosphate de chaux, de la magnésie et un peu de fer ; les fleurs contiennent une partie colorante et du fer.
PROPRIÉTÉS MÉDICINALES. Les insulaires , comme je l'ai dit plus haut, se servent des fleurs en infusion comme émollientes et comme propres à calmer la toux, tandis que le feuillage est recherché en qualité de vulnéraire. Les fruits avant leur maturité remplacent le verjus , et, lorsqu'ils sont mürs, ils sont doux, humectans et rafraîchissans, On en fait un sirop agréable à boire dans les fortes chaleurs. Ce mème sirop convient dans les maladies bilieuses et inflammatoires pour apaiser la soif des fiévreux. Il est encore utile dans les diarrhées et les coliques bilieuses, maïs il faut s’en abstenir lorsque les malades sont incommodés d’une toux opiniâtre, Le suc de ces baies , mêlé avec égale quantité de jus de citron et d’eau, est un des meilleurs gargarismes pour les maux de gorge de quelque nature qu’ils soient. Le feuillage du Mélastome est regardé comme émollient. »

— M.É. Descourtilz, 1822.

## Protologue

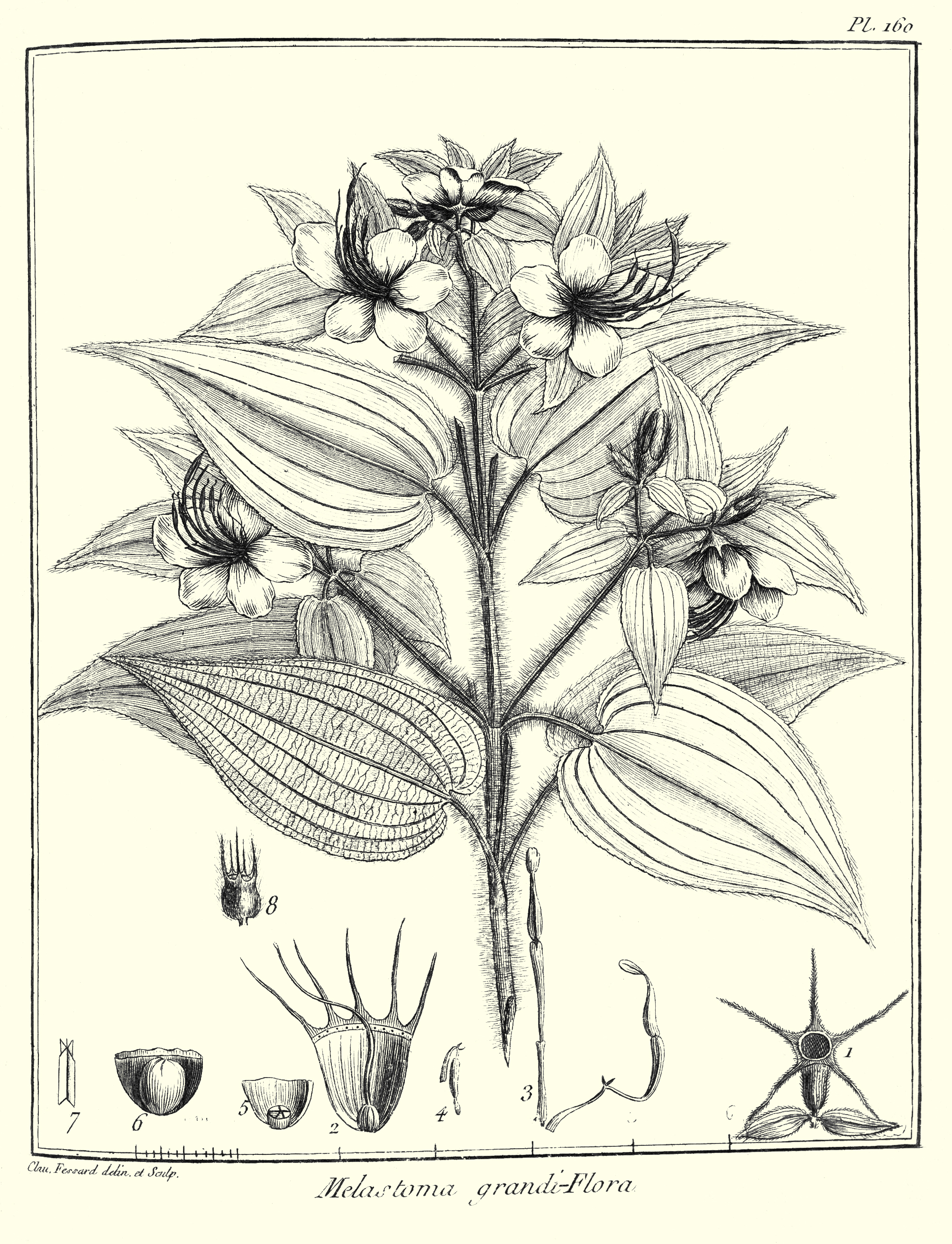
Rhynchanthera grandiflora par Aublet (1775) 1. Calice. - 2. Calice ouvert. Ovaire. Style. Stigmate. - 3. La grande étamine vue redreſſée, & dans ſon état naturel. - 4. Étamine renfermée dans le calice, la fleur en bouton. - 5. Portion du calice. Ovaire coupe en travers. - 6. Portion du calice. Baie. - 7. Pivot du placenta de la baie. - 8. Baie..

En 1775, le botaniste Aublet a décrit Rhynchanthera grandiflora et en a proposé le protologue suivant : 

« 8. MELASTOMA (grandiflora) caule & foliis hirſutis, cordatis, acuminatis, flore violaceo. (Tabula 16o.)
Fruticulus caules plures, rectos, tubeſcentes, villoſos, ramoſos, tripedales, e radice emittens. Folia oppoſita, cordato-acuminata, quinque aut ſeptem-nervia, ſubſerrata, ſuperne & inferne pilis rufeſcentibus tecta, petiolata. Flores corymboſi, axillares & terminates, très ſimul juncti, brevi pedunculo ſuffulti.
CAL. PERIANTHIUM monophyllum, villoſum, ventricoſum, quinquedentatum ; denticulis oblongis, anguſtis, acutis.
COR. Petala quinque, insequalia, in orbem expanſa, tinico majore, unguibus inferta fauci calicis, infra diviſuras.
STAM. Filament a decem, inæqualia, diſco inferta, infra petala \ quinque longiſſima, ſterilia ; quatuor longiora, unum intermedium longiflimum, in medio inftructum proceſſu, quaſi retro fractum. Antheræ quinque, floridæ, ſteriles ; quinque fertiles, oblongæ, intus ſulcatæ, biloculares, in membranam roſtratam deſinentes.
PIST. Germen ſubrotundum, decem, ſtriatum. Stylus longus. Stigma capitatum, planum, concavum.
PER. Bacca exſucca, rubra, quinque-locularis, in calice recondita. Corolla violacea.
Florebat Maio, Junio & Julio.
Habitat in pratis Caïennæ & Guiana.

LE MELASTOME à grande fleur violette. (PLANCHE 160.)
La racine de cette plante eſt ligneuſe branchue & fibreuſe, elle pouſſe une ou pluſieurs tiges rougeâtres, velues, preſque cylindriques, de trois ou quatre lignes de diamètre ; elles s'élèvent de deux, trois & quatre pieds,& ſont garnies de branches oppoſées, diſpoſées en croix. Les feuilles ſont deux à deux, oppoſées, d'un vert jaunâtre, en forme de cœur, légèrement dentelées a leur bord, terminées par une longue pointe, & portées ſur des queues d'environ un pouce de longueur, creufées en gouttiere en deſſus, & convexes en deſſous, elles ſont couvertes de poils rouſſâtres, & ont cinq ou ſept nervures ſaillantes en deſſous. 
Les fleurs naiſſent des aiſſelles des feuilles, au ſommet des branches, & ſont pour l'ordinaire deux ou trois enſemble, portées chacune ſur un court pédoncule. 
Leur calice eſt garni de poils rouſſâtres ; il eſt arrondi à ſa baſe, & découpé à ſon extrémité ſupérieure en cinq parties longues, étroites & aiguës. 
Les pétales ſont au nombre de cinq, de couleur violette, & dont une plus grande que les quatre autres, attachées par leur onglet a la paroi interne du calice entre ſes divisions. 
Les étamines ſont au nombre de dix ſur un corps ou diſque au deſſous des pétales ; cinq ſont très courtes, & avortent, quatre à l’oppoſite ſont plus grandes, & entre ces dernières eſt une cinquième du double plus longue. Les filets des quatre étamines fertiles ſont courbes, larges à leur baſe, de couleur bleuâtre, & portent une anthère fort longue, fourchue à ſa partie inférieure, laquelle eſt articulée ſur le filet. Cette anthère groſſit, enſuite elle eſt à deux loges, & eſt terminée par un feuillet creuſé en forme de bée. Le filet de l'étamine qui eſt la plus longue, eſt de même forme & couleur, il eſt auſſi articule à ſa baſe. Cette partie grêle eſt courbée en manière de coude, dont la branche inférieure eſt plus courte, plus grêle que la ſupérieure, laquelle eſt plus longue, plus large, convexe en dehors, & creuſée en gouttiere en dedans ; elle eſt unie par une eſpèce d'articulation avec une anthère de même longueur, à deux bourſes, convexe en dehors, 
partagée par un ſillon en dedans, terminée par un feuillet qui a la forme d'un bée. lorſque la fleur n'eſt pas épanouie, l'anthère eſt couchée ſur la longue branche de la partie coudée, & s'incline en cet état juſqu'au deſſous de la naiſſance du filet. 
Le piſtil eſt un ovaire place au fond du calice ; il eſt arrondi à dix côtes, ſurmonté d'un style qui ſe courbe, & va ſe placer entre les étamines fertiles. Il eſt terminé par un stigmate large, applati & concave. 
L'ovaire devient une baie peu ſucculente, renfermée dans le calice qui dans ſa maturité eſt rougeâtre. Cette capſule à cinq loges remplies de menues semences, & s'ouvre par ſon ſommet en cinq valves. 
Toutes les parties de cette plante, excepté les pétales, laiſſent échapper une liqueur viſqueuſe & balſamique, dont l'odeur eſt aſſez agréable. 
Les Créoles emploient les fleurs de cette plante en infuſion pour calmer la toux, & procurer l'expectoration ; les autres parties de la plante ſont eſtimées & employées comme un bon vulnéraire. 
J'ai trouvé cette plante en grande quantité dans les lieux ſablonneux & humides, de l’île de Caïenne, ſur la route qui conduit aux habitations de la côte maritime, & dans les ſavanes marécageuſes de la grande terre. Elle portoit fleur & fruit en Mai, Juin & Juillet. 
Cet arbriſſeau forme des touffes d'un aſpect agréable, & ſurtout lorſqu'il eſt chargé de fleurs. »

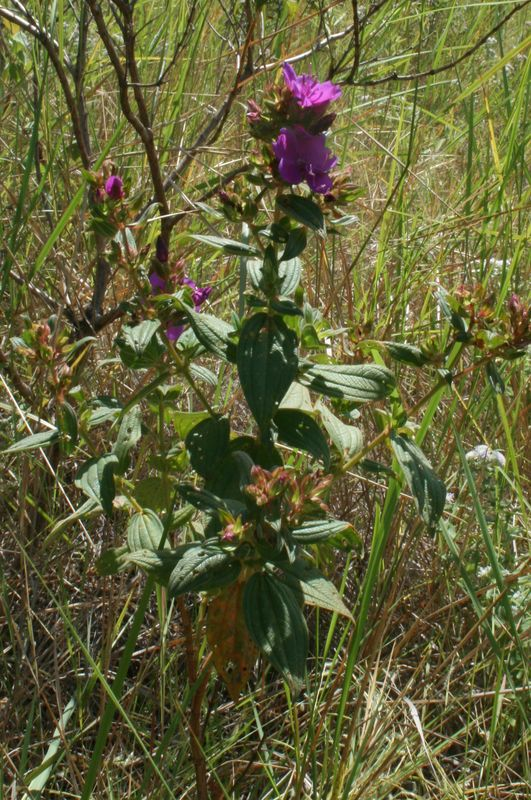
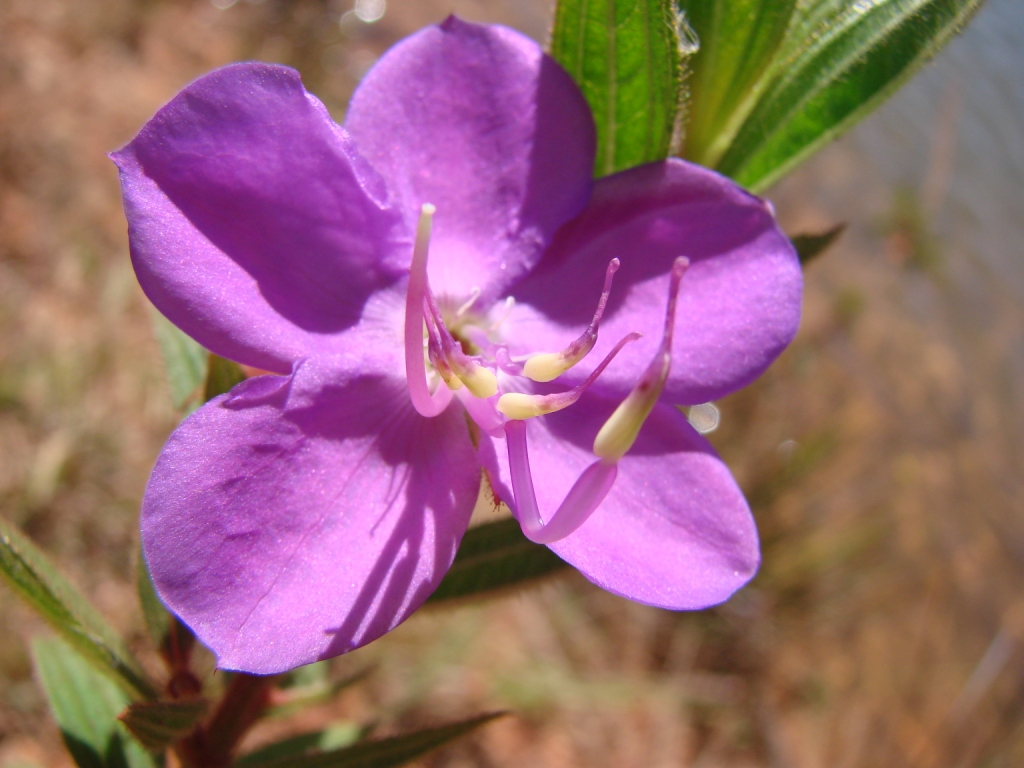
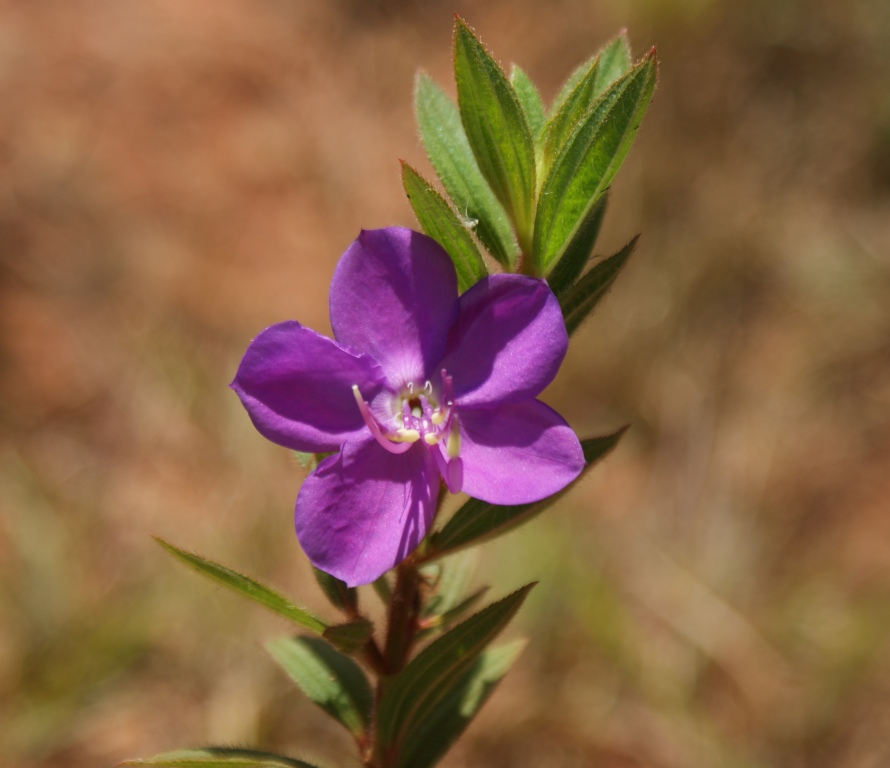
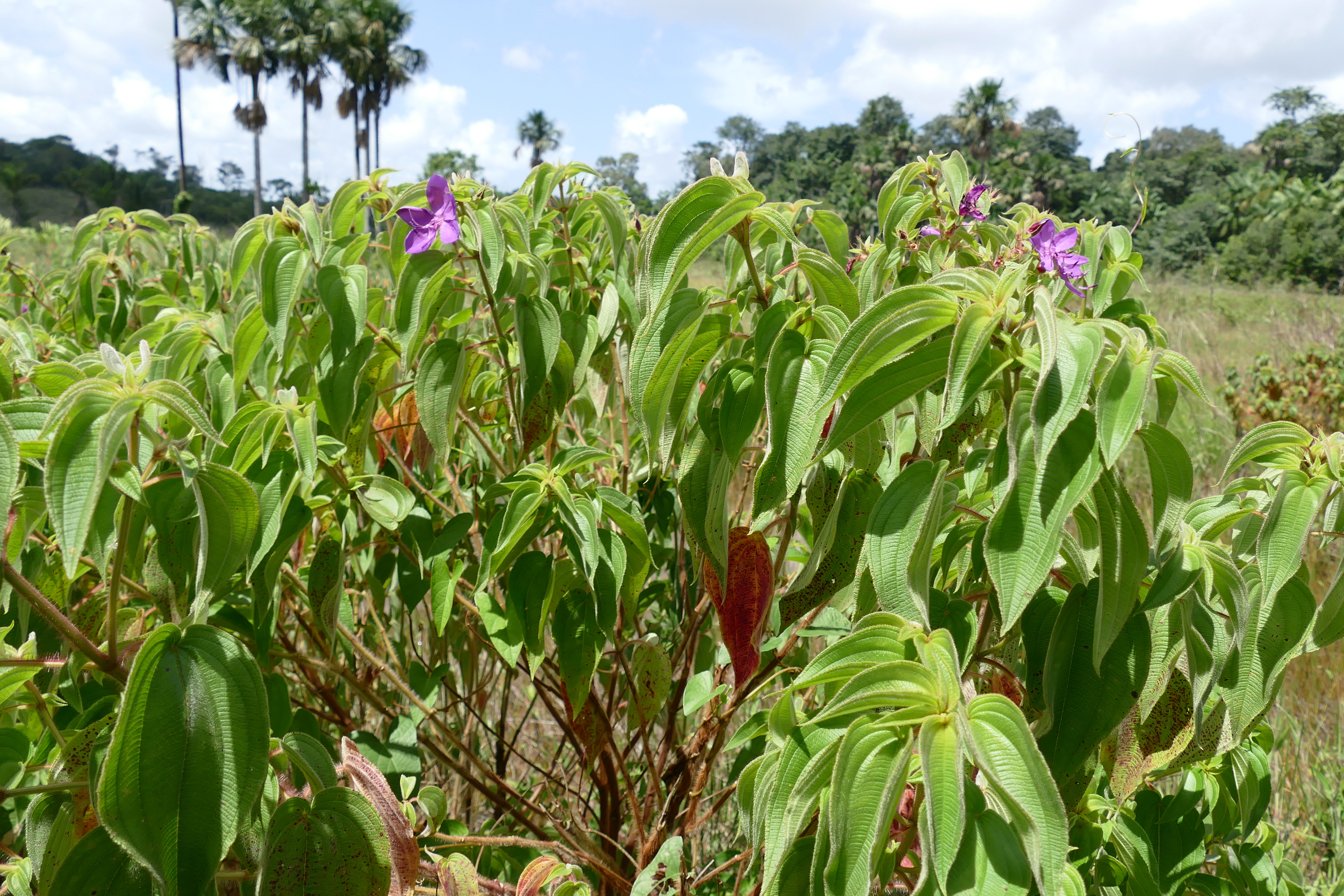

— Fusée-Aublet, 1775.